# Amt Wachsenburg
Amt Wachsenburg település Németországban, azon belül Türingiában. Lakosainak száma 7967 fő (2023. december 31.).

## Népesség
A település népességének változása:
| Lakosok száma | 6373 | 6439 | 7775 | 7966 | 8001 | 7967 |
|               | 2013 | 2017 | 2019 | 2021 | 2022 | 2023 |